# Nikon D750
Nikon D750 — цифровой зеркальный фотоаппарат, анонсированный компанией Nikon в сентябре 2014 года.

## Описание
Nikon D750 представляет собой цифровую зеркальную камеру с полнокадровой светочувствительной КМОП-матрицей формата Nikon FX (поддерживается возможность использования кроп-объективов Nikon DX) с разрешением 24,93 мегапикселей.
Фотоаппарат поддерживает изменение чувствительности в пределах 100-12800 ISO. Специальный режим позволяет расширить диапазон до 50-51200 ISO. Камера также оборудована новой системой автофокусировки по 51 точке (Nikon Advanced Multi-CAM 3500 II) с возможностью выбора зоны покрытия в 9, 21 и 51 точку. Автофокусировка умеет работать в режиме автоматического выбора точек фокусировки, а также в режиме ручного выбора любой из 51 точки фокусировки с помощью курсоров (без вызова дополнительного меню).
Камера позволяет сохранять снимки в форматах NEF (Raw) и JPEG, а также NEF+JPEG при использовании двух карт памяти параллельно. Для сохранения используются два слота для карт памяти SD. Для подключения к видеотехнике предусмотрен HDMI-разъём. При подключении к компьютеру по USB камера позволяет сохранять снимки на компьютер сразу после нажатия кнопки затвора посредством специального программного обеспечения, работающего по протоколу PTP (например, GPhoto), по протоколам Wi-Fi.

## Ключевые особенности
- Поворотный экран
- 91000-сенсорный RGB-датчик
- Новый автофокус Advanced Multi-CAM 3500 II
- Улучшенная FF-матрица (по сравнению с D600 и D610)
- Быстрый процессор Expeed 4
- Два SD-слота карт памяти для последовательной записи или бэкапа
- Wi-Fi

## Комплектация
Комплект поставки (body)
- Литий-ионная аккумуляторная батарея EN-EL15
- Зарядное устройство MH-25a
- Ремень AN-DC14
- Защитные крышки: BF-1B (для корпуса), BS-1 (для башмака)
- Наглазник окуляра DK-21
- Крышка окуляра DK-5
- Программное обеспечение ViewNX2
- USB-кабель UC-E17